# دبی دینگل
دبی دینگل (انگلیسی: Debbie Dingell؛ زادهٔ ۲۳ نوامبر ۱۹۵۳) سیاست‌مدار اهل ایالات متحده آمریکا است که نمایندگی حوزه انتخابیه دوازدهم میشیگان را از ۲۰۱۵ بر عهده دارد. او جانشین شوهرش جان دینگل، در کنگره شد.